# 6 Lwowski Pułk Artylerii Lekkiej
6 Lwowski Pułk Artylerii Lekkiej (6 pal) – oddział artylerii lekkiej Polskich Sił Zbrojnych.
Pułk wchodził początkowo w skład 6 Lwowskiej Dywizji Piechoty utworzonej w ZSRR. W wyniku kolejnych reorganizacji podporządkowany został dowódcy 5 Kresowej Dywizji Piechoty i w jej składzie prowadził działania bojowe we Włoszech.

## Formowanie, zmiany organizacyjne i szkolenie w latach 1941-1944
11 września 1941 w Tockoje pod Czkałowem rozpoczęto formowanie 6 Dywizji Piechoty z 6 pułkiem artylerii lekkiej.
12 grudnia 1941 roku pułk defilował przed Naczelnym Wodzem, generałem broni Władysławem Sikorskim. Z dniem 11 grudnia 1941 roku Naczelny Wódz awansował majora Stefana Świnarskiego na stopień podpułkownika, kapitanów: Jerzego Henryka Dormusa i Leonarda Małaszyńskiego na stopień majora, poruczników: Jana Niepokojczyckiego i Antoniego Dzięgielewskiego na stopień kapitana, podporuczników: Andrzeja Ciszewskiego, Tadeusza Bejnara, Edwarda Marcinkiewicza, Stanisława Samojłę, Stanisława Drewnowskiego i Mariana Rowickiego na stopień porucznika oraz podchorążych: Mieczysława Zalewskiego-Korzinka, Tadeusza Lutostańskiego, Mirosława Kuleszę, Łukasza Ciesielskiego, Antoniego Poczobut-Odlanickiego, Leopolda Kieszkowskiego, Mieczysława Strzałka, Tadeusza Jaroszewskiego i Zbigniewa Kapturkiewicza na stopień podporucznika.
9 lutego 1942 roku pułk opuścił Tockoje i transportem kolejowym wyruszył na terytorium ówczesnej Uzbeckiej Socjalistycznej Republiki Radzieckiej. 19 lutego 1942 roku, po dziesięciu dniach podróży, pułk został wyładowany na stacji kolejowej Jakkobag (uzb. Yakkabog’ / Яккабоғ, ros. Яккабаг) położonej w wilajecie kaszkadaryjskim, 20 km od miejscowości Shahrisabz (ros. Szachrisabz). W kwietniu 1942 pułk otrzymał sprzęt do szkolenia: 1 haubicę 122 mm i 1 armatę 76 mm. W związku z ewakuacją do Iranu, przeprowadzoną w sierpniu, od października 1942 rozpoczęto reorganizację Armii Polskiej na Wschodzie i przechodzenie na etaty brytyjskie. Na początku 1943, wobec braku możliwości uzupełnienia stanów armii ochotnikami i poborowymi z ZSRR oraz brakach i ubytkach w stanach osobowych istniejących jednostek, rozwiązano m.in. 6 Dywizję Piechoty. Ostatecznie 6 Lwowski Pułk Artylerii Lekkiej wszedł w skład artylerii 5 Kresowej Dywizji Piechoty.
W sierpniu 1943 jednostki 2 Korpusu Polskiego przemieściły się do Palestyny, gdzie przeszły intensywne szkolenie. Przegrupowanie do obozu Quassassin pod Ismailą w Egipcie rozpoczęto w grudniu 1943 roku, skąd – przez porty w Aleksandrii, Suezie i Port Saidzie – na początku 1944, 6 Lwowski Pułk Artylerii Lekkiej wyekspediowano do Włoch.

## Działania zbrojne 1944-1945
Działania bojowe pułk rozpoczął 24 marca 1944 roku w rejonie Cerasuola wspierając walczące oddziały własne i włoskie do 13 kwietnia 1944 roku, kiedy to rozpoczęły się przygotowania do walk o Monte Cassino. 23 kwietnia pułk zajął stanowiska ogniowe pod Monte Cassino. Aż do rozpoczęcia natarcia (11 maja 1944 roku godz. 23.00) był jedynym czynnym pułkiem artylerii w składzie 5 Kresowej Dywizji Piechoty, dlatego jego stanowiska ogniowe były codziennie ostrzeliwane. Do 24 maja 1944 roku pułk wystrzelił ponad 49 tys. pocisków oraz wystawił pluton piechoty do wsparcia ataku na wzgórze 575. Od 17 czerwca do 11 lipca 1944 roku wziął udział w działaniach nad rzeką Chienti – walki o S. Biaggio i Filotrano. Do działań pościgowych za nieprzyjacielem pułk wydzielił II dywizjon, który dołączył do 15 Pułku Ułanów Wielkopolskich. Od 14 lipca rozpoczęły się działania o Ankonę. Od 25 lipca walki o M. Ostra i Filetto i wzgórza w rejonie Scapanzzano – S. Lucia. Następnie wraz z 6 Lwowską Brygadą Piechoty przeszedł pod rozkazy 3 Dywizji Strzelców Karpackich. W ramach 3 DSK została utworzona grupa złożona z 2 Brygady Pancernej i 6 Lwowskiej Brygady Piechoty, która wzięła udział w tzw. Bitwie o Caminate – 18 sierpnia 1944 roku. W ciągu 2 dni walki pułk zużył ponad 8500 pocisków. Zdobyto 45 czołgów i dział oraz wyeliminowano z dalszych działań niemiecką 278 DP. Ostatnie walki o Linię Gotów pułk toczył w rejonie na południowy zachód od Pesaro. Ogółem pułk wystrzelił ponad 60 tys. pocisków. W trakcie odpoczynku w San Elpidio pułk wymienił ponad 70% luf – segregując, porównując i przestrzeliwując działa. Wypoczynek przerwano w trybie alarmowym, wzmacniając 2 Dywizję Nowozelandzką pod Rimini. Na skutek ulewnych deszczów i powodzi przygotowania do natarcia zostały przerwane, a pułk przez Asyż i Arezzo przeszedł do działań w Apeninach. Współdziałał z różnymi oddziałami dywizji, przechodząc w końcu do działań obronnych na stanowiskach ogniowych pod Mrisighella do 11 lutego 1945 roku. Od 6 marca 1945 roku rozpoczęły się przygotowania do ofensywy na Bolonię. Ofensywa rozpoczęła się 9 kwietnia 1945 roku. Po zdobyciu rzeki Senio pułk cały czas wspierał działania piechoty i czołgów. Do czasu zdobycia Bolonii pułk stracił 6 zabitych i 10 rannych. Działania w kampanii włoskiej pułk zakończył w rejonie koncentracji Dywizji pod Il Ponte.
W trakcie działań wystrzelono ponad 185 tys. szt. pocisków. W każdej armacie dwa razy wymieniono lufę. Poległo 13 żołnierzy. Rannych zostało 65, a kolejnych 36 zmarło w szpitalach.
Odznaczono:
- Orderem Virtuti Militari – 22
- Krzyżem Walecznych – 247,
- Krzyżem Zasługi z Mieczami – 153,
- Krzyżem Pamiątkowym Monte Cassino – 707,
- Medalem Wojska – 696,
- Medale sprzymierzonych – 8.

## Pułk w latach 1945-1947
1 lipca 1945 roku pułk zajął kwatery w Pagliare di Spinetoli. W dniach 18-19 października 1945 roku oddział został dyslokowany do Rawenny. 14 marca 1946 roku żołnierze pułku przestali nosić na rękawach mundurów odznakę rozpoznawczą 6 Lwowskiej Brygady Piechoty. Odznakę miały zastąpić metalowe „lewki” noszone na kołnierzach. 30 sierpnia 1946 roku jednostka została przeniesiona do Mediolanu, gdzie zajął koszary „Principe di Savoia” przy Piazza Perrucchetti. 11 września 1946 roku wszystkie armaty wraz z jaszczami zostały wysłane transportem kolejowym do Neapolu. Nastąpił pierwszy akt rozbrojenia pułku. 16 września 1946 roku pułk przekazał warty oddziałom Czetników. 21 września 1946 roku pułk liczył 36 oficerów, 3 podchorążych, 72 podoficerów i 382 szeregowców. W dniach 21-23 września 1946 roku oddział został przetransportowany koleją do Neapolu, a następnie samochodami do obozu „Lammie Camp”. W trakcie podróży, na stacji kolejowej Cesena pozostało 41 szeregowców, którzy zostali skierowani do obozu kandydatów na wyjazd do Kanady. W Mediolanie pozostał oddział likwidacyjny pod dowództwem kapitana Krawczyńskiego liczący pięciu oficerów i 24 szeregowców, w większości ożenionych z Włoszkami. „Obóz jest czysty i schludnie urządzony. Personel obozu składa się z Czetników, którzy na warunkach trochę lepszych od jeńców niemieckich pełnią wzorowo swą służbę”. 24 września 1946 roku pułk został zaokrętowany na brytyjskim statku pasażerskim SS Andes razem z Kwaterą Główną 5 Kresowej Dywizji Piechoty, 5 Kresowym Batalionem Łączności, 5 Kompanią Sanitarną oraz rzutem likwidacyjnym 5 Wileńskiej Brygady Piechoty. Następnego dnia o godz. 16.00 SS Andes wypłynął w drogę do Anglii. 29 września 1946 roku o godz. 15.00 pułk został wyładowany w porcie Southampton, a następnie załadowany do wagonów osobowych na stacji Nowdall. Tego samego dnia około godz. 22.00 pułk przybył do Cheltenham skąd został przewieziony autobusami do obozu „Stowell Park Camp”, położonego w odległości 18 mil od Cheltenham. 7 października 1946 roku żołnierze zdali karabiny i pistolety maszynowe Thompson do magazynu obozowego. 10 października 1946 roku do obozu przybył rzut likwidacyjny pułku w składzie 4 oficerów i 34 żołnierzy, który podróż z Włoch odbył koleją przez Niemcy, Austrię i Francję. 14 października 1946 roku żołnierze pułku rozpoczęli prace na brytyjskich farmach przy kopaniu ziemniaków. 19 listopada 1946 roku dowódca pułku udekorował 533 żołnierzy Medalem Wojska. 3 maja 1947 roku pułkownik Czesław Obtułowicz wydał rozkaz dzienny pułku Nr 39/47 pożegnalny, we wstępie którego napisał: „zarządzeniem władz angielskich 6 Lwowski Pułk Artylerii Lekkiej przeorganizuje się z dniem 5 maja 1947 roku i przejdzie w skład Oddziału Nr 506 PKPR”.

## Struktura organizacyjna pułku

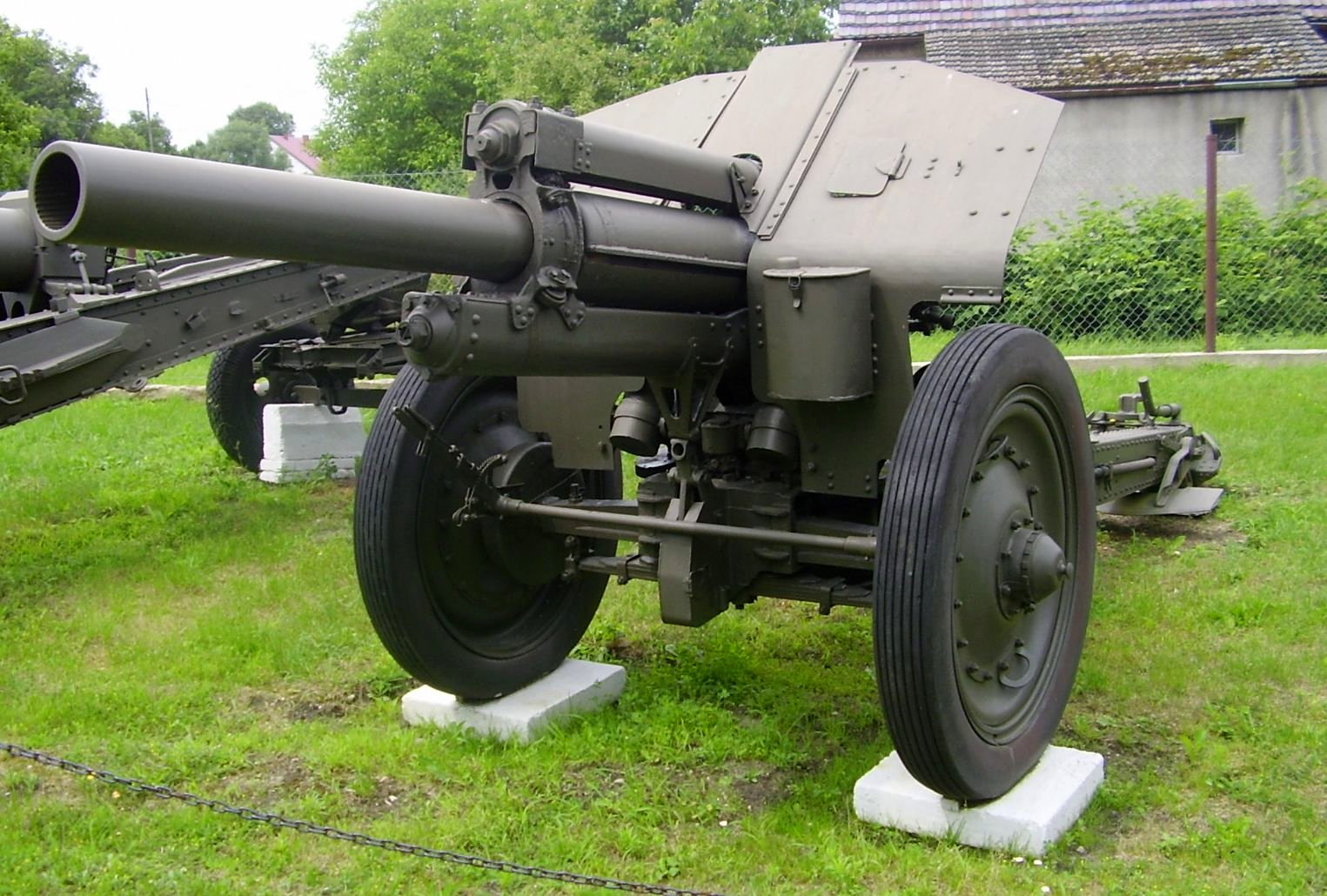
Radziecka 122 mm haubica wz. 1938 (M-30)

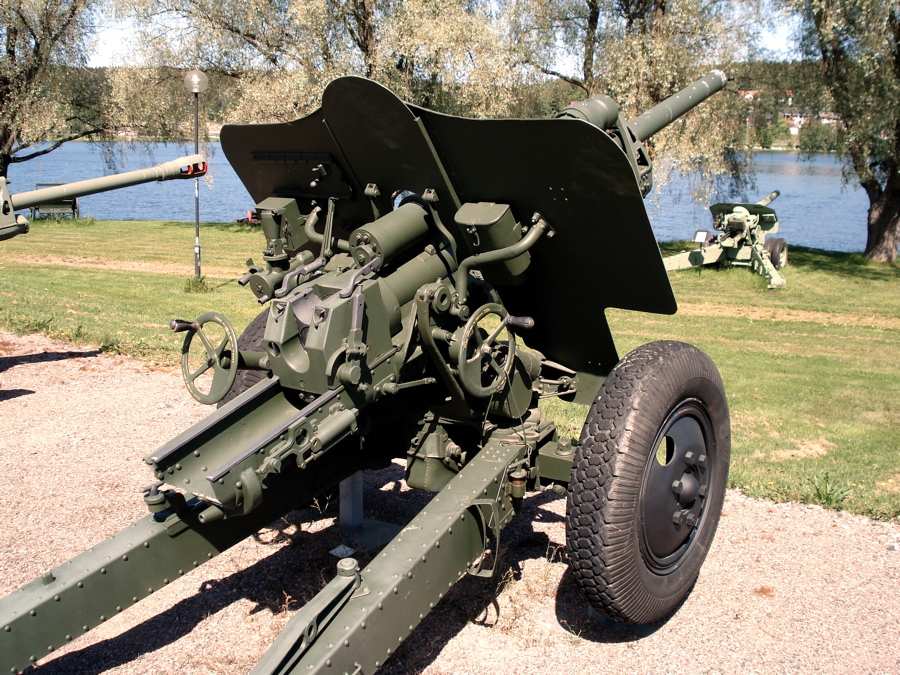
Radziecka 76 mm armata

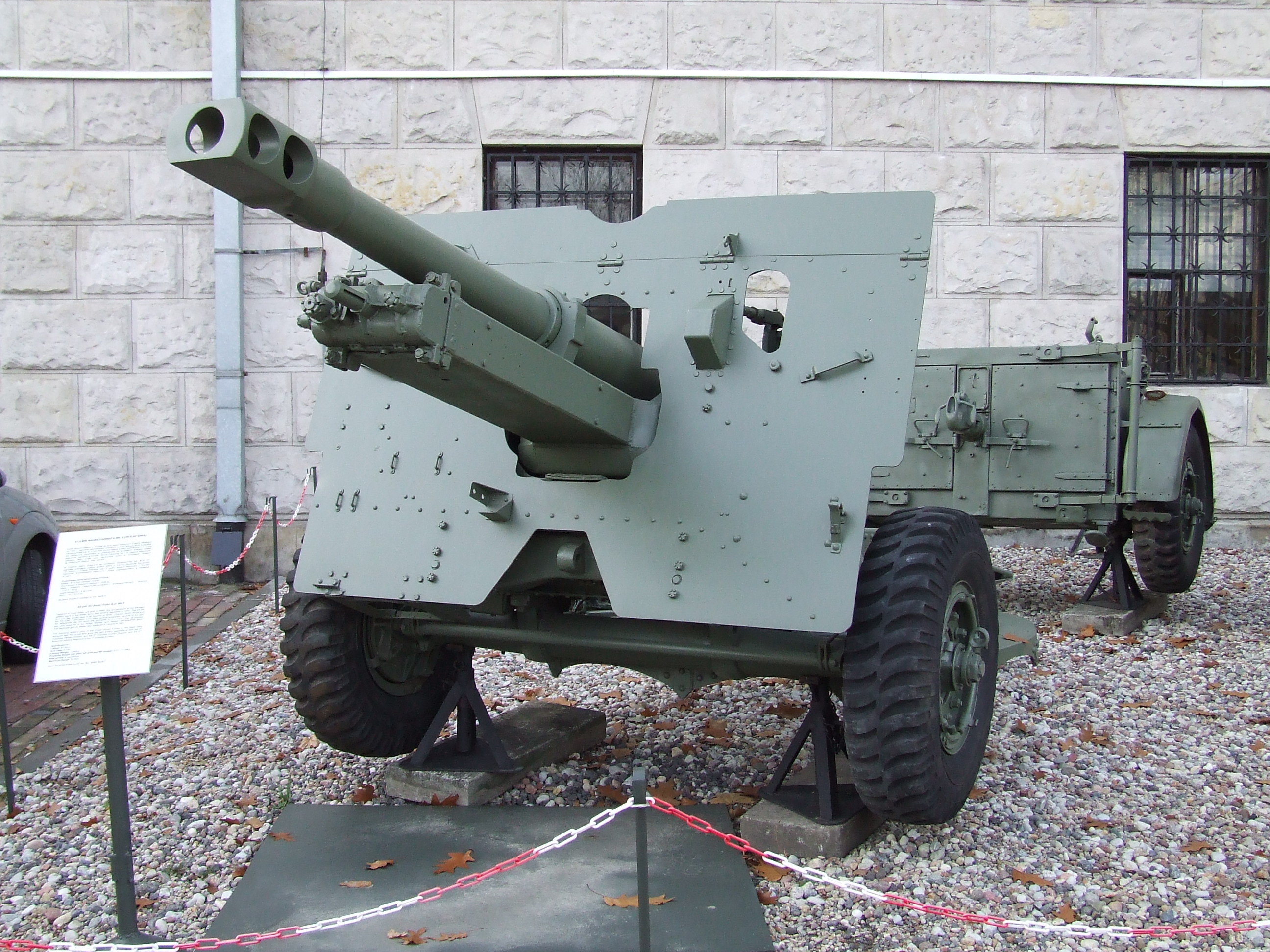
Angielska haubicoarmata 25-funtowa

Organizacja wojenna według sowieckiego etatu pułku artylerii dywizji piechoty:
- dowództwo pułku z baterią dowodzenia
- 2 dywizjony ogniowe:
  - 2 czterodziałowe baterie armat 76 mm
  - 1 czterodziałowa bateria haubic 122 mm

Według etatu pułk liczyć miał 85 oficerów i 970 kanonierów.
Organizacja wojenna według brytyjskiego etatu pułku artylerii:
- dowództwo pułku – bez organów sztabowych. Funkcje te wykonywali: adiutant, oficer informacyjny i oficer ds. kwatermistrzowskich,
- bateria dowodzenia
- 3 dywizjony po 2 baterie czterodziałowe armat 25-funtowych (87,6 mm).

Etat przewidywał 50 oficerów i 679 podoficerów i szeregowych.

## Żołnierze pułku
Dowódcy pułku:
- mjr art. Stefan Świnarski (10 – 30 IX 1941)
- ppłk art. Czesław Obtułowicz (1 X 1941 – 9 I 1942 → dowódca Artylerii Dywizyjnej 6 DP)
- mjr art. Józef Lis (9 I – 7 IV 1942 → szef sztabu 6 pal)
- ppłk/płk art. Czesław Obtułowicz (7 IV 1942 – 3 V 1947[8])

Szefowie sztabu:
- mjr art. Józef Lis (18 – 30 IX 1941 → I oficer sztabu Dowództwa Artylerii 6 DP)
- mjr/ppłk art. Stefan Świnarski (1 X 1941 – 9 I 1942 → 7 pal)
- mjr Jerzy Henryk Dormus (9 I – III 1942 → Centrum Wyszkolenia Artylerii)
- kpt. Piotr Szczęsny (6 III - 12 IV 1942)
- mjr art. Józef Lis (12 IV - 3 XI 1942)

Zastępcy dowódcy pułku:
- I z-ca mjr art. Stanisław Oyrzyński (4 XI 1942 - 28 XI 1943)
- I zca mjr Franciszek Kikal (od XII 1943)[8]
- II zca mjr Marian Siewiński (V 1943 - 1945) okresowo p.o. I zcy dcy pułku i dowódcy pułku[9]

- oficer do spraw kwaterunkowych – mjr Marian Siewiński
- oficer gospodarczy – por. Antoni Wołkowicz (do XII 1945)
- adiutant – kpt. Witold Płoski (do 24 VIII 1945[8])
- adiutant – por. Wacław Blicharski (od 24 VIII 1945)
- dowódca plutonu łączności – por. Tadeusz Lutostański

I dywizjon
- dowódca dywizjonu – mjr art. Stanisław Kruszyński (do 9 I 1942 → I oficer sztabu Dowództwa Artylerii 6 DP)
- dowódca dywizjonu - kpt. Piotr Szczęsny (15 I - 6 III 1942)
- dowódca dywizjonu - kpt. Franciszek Inwalski (6 III - 8 VI 1942)
- dowódca dywizjonu - mjr Stanisław Monkielewicz (8 VI - 3 XI 1942)
- dowódca dywizjonu - kpt. Jerzy Stypułkowski (4 XI 1942 - VII 1943)[9]
- dowódca dywizjonu - kpt. Feliks Markowski (8 VIII 1943 - 2 VI 1944)
- dowódca dywizjonu - kpt. Stefan Seligman (3 VI - 30 X 1944)
- dowódca dywizjonu – kpt. Tadeusz Rybiński (31 X 1944 - 28 XI 1946[8][10])
- dowódca dywizjonu – kpt. Roman Gapski (p.o. od 28 XI 1946)
- zastępca dowódcy - kpt. Jan Gurawski (V -13 X 1943)[9]
- zastępca dowódcy - kpt. Tadeusz Zięciak (X 1943 - 6 VI 1944)
- zastępca dowódcy - por./kpt. Jan Tutaj (od 8 VI 1944)

II dywizjon
- dowódca dywizjonu - kpt. Jerzy Stypułkowski (15 I -11 IV 1942)
- dowódca dywizjonu - kpt. Franciszek Inwalski (8 VI 1942 -[9]1944)
- dowódca dywizjonu – kpt./mjr Karol Dukowicz[8]
- zastępca dowódcy - kpt. Stefan Seligman (III 1943 - 3 VI 1944)[9]
- zastępca dowódcy - por. Józef Szklarczyk (12 VI - 1 XII 1944)
- zastępca dowódcy - por./kpt. Florian Krawczyński (od 2 XII 1944)
- zastępca dowódcy dywizjonu – kpt. Prus-Studziński (do 25 VII 1945)

III dywizjon
- dowódca dywizjonu – kpt./mjr Wacław Kluczewski (4 XI 1942 -13 VI 1945[8][11])
- dowódca dywizjonu – kpt. Stefan Seligman (21 VI – 25 VII 1945[12])
- dowódca dywizjonu – kpt. Prus-Studziński (p.o. od 25 VII 1945)
- dowódca dywizjonu – kpt. Jan Tutaj (p.o. od 23 VIII 1945)
- zastępca dowódcy - por. Tadeusz Rybiński (V 1943 - 30 X 1944)[9]
- zastępca dowódcy - por. Bolesław Gorajski (od 31 X 1944)
- oficer zwiadowczy – ppor. Gwido Muck (do 24 VII 1945[13])
- por. Bolesław Gorajski (18 X 1945 otrzymał zezwolenie na noszenie amerykańskiego medalu Srebrnej Gwiazdy)

Kawalerowie Orderu Virtuti Militari:
- mjr Franciszek Kikal
- por. Andrzej Dębicki
- śp. kpr. pchor. Franciszek Ignerski
- kpr. Adam Dzięgielewski